# Macrodactylus aeneicollis
Macrodactylus aeneicollis är en skalbaggsart som beskrevs av Moser 1918. Macrodactylus aeneicollis ingår i släktet Macrodactylus och familjen Melolonthidae. Inga underarter finns listade i Catalogue of Life.